# Trouble in Paradise (La Roux)
Trouble in Paradise è il secondo album discografico in studio dell'artista inglese Elly Jackson, nota come La Roux. L'album è uscito nel luglio 2014, pubblicato dalla Polydor Records.

## Tracce
1. Uptight Downtown – 4:22
2. Kiss and Not Tell – 3:53
3. Cruel Sexuality – 4:15
4. Paradise Is You – 5:11
5. Sexotheque – 4:18
6. Tropical Chancer – 3:31
7. Silent Partner – 7:01
8. Let Me Down Gently – 5:40
9. The Feeling – 4:06